# Luís Arrobas Martins
Luís Gonzaga Bandeira de Melo Arrobas Martins (Jaboticabal, 30 de maio de 1920 — São Paulo, 3 de julho de 1977) foi um advogado formado na Faculdade de Direito do Largo São Francisco e um político brasileiro bastante preocupado com a cultura do país.

## Biografia
Nasceu em Jaboticabal, filho de Ester Bandeira de Melo, natural de Petrópolis, e do professor português Aurélio Arrobas Martins. Pelo lado materno, era neto do desembargador João Pedro de Saboia Bandeira de Melo, bisneto do também desembargador Luís Antônio Fernandes Pinheiro e sobrinho de Dom Frei Carlos Eduardo de Saboia Bandeira de Melo, primeiro bispo da Diocese de Palmas, no Paraná.
Ingressou como aluno de direito no Largo de São Francisco em 1939, durante o Estado Novo. Orador do Centro Acadêmico XI de Agosto, escreveu uma série discursos criticando duramente a ditadura de Getúlio Vargas. 
Na década de 1960, ocupou os cargos de secretário estadual de Planejamento e de secretário estadual da Fazenda durante o Governo Abreu Sodré, no Estado de São Paulo. Foi também chefe da Casa Civil no Governo Paulo Egydio Martins. De 1967 a 1969, foi secretário de estado da Cultura. 
Foi também membro da Academia Paulista de Letras e colunista do jornal O Estado de S. Paulo
Entre suas realizações no campo da cultura, destacam-se a idealização do Festival de Inverno de Campos do Jordão, que depois de sua morte passou a levar o seu nome, a organização do Museu do Palácio da Boa Vista, do Museu da Imagem e do Som, Museu de Arte Sacra de São Paulo e do hoje Museu da Casa Brasileira.
Nomeia a escola estadual Doutor Luís Arrôbas Martins, na Vila Cruzeiro, zona sul de São Paulo, colégio que em 2013 e 2014 ficou na primeira posição nas séries iniciais do ensino fundamental, segundo o Índice de Desenvolvimento da Educação Básica (Ideb).

## Obra
- Diálogo com as Sombras